# You've Got It
You've Got It è un singolo del gruppo musicale britannico Simply Red, il quarto  estratto dall'album A New Flame nel 1989.

## Tracce
7" Single
1. You've Got It – 3:55
2. Holding Back the Years (Live Acoustic) – 3:41

CD-Maxi
1. You've Got It – 3:54
2. Holding Back the Years (Live Acoustic) – 3:41
3. I Know You Got Soul – 4:05
4. I Wish – 4:01

## Classifiche
| Classifica (1989)                | Posizione massima |
| -------------------------------- | ----------------- |
| Irlanda                          | 14                |
| Italia                           | 43                |
| Regno Unito                      | 46                |
| Stati Uniti (adult contemporary) | 7                 |